# Daniela Pardo
Daniela Andrea Pardo Moreno es una futbolista chilena, también estudiante de Diseño Gráfico. Actualmente juega de volante de contención en Unión Española de la Primera División de fútbol femenino de Chile.

## Clubes
| Club             | País  | Año       |
| ---------------- | ----- | --------- |
| Unión La Calera  | Chile | 2008-2009 |
| Everton          | Chile | 2010      |
| Cobreloa         | Chile | 2011      |
| Santiago Morning | Chile | 2012-2024 |
| Unión Española   | Chile | 2025-     |

## Palmarés

### Torneos nacionales
| Título           | Club             | País  | Temporada |
| ---------------- | ---------------- | ----- | --------- |
| Primera División | Santiago Morning | Chile | 2018      |
| Primera División | Santiago Morning | Chile | 2019      |
| Primera División | Santiago Morning | Chile | T-2020    |

## Selección Chilena
Daniela Pardo ha jugado por la Selección de fútbol femenino de Chile y la Selección de fútbol femenino sub 20 de Chile. Ha participado en tres campeonatos sudamericanos: Sudamericano Femenino Sub-20 y Campeonato Sudamericano Adulto, ambos en 2006, y Campeonato Sudamericano Femenino Sub-20 de 2008. También ha participado en la Copa Mundial Femenina de Fútbol Sub-20 de 2008 donde fue la capitana del equipo y en la Copa Mundial Femenina de Fútbol de 2019.
En 2021 fue seleccionada por los Juegos Olímpicos de Tokio 2020 y en 2022 para la Copa America femenina